# Dos Hermanas (Argentina)
Dos Hermanas es una localidad argentina localizada en el departamento General Manuel Belgrano, en la provincia de Misiones. Fue convertida en municipio el 15 de mayo de 2025. Hasta ese momento formaba parte del ejido de Bernardo de Irigoyen; la ley fija la designación de un interventor hasta que la comunidad elija su intendente en 2027.
La zona corresponde a serranías de más de 700 metros de altitud, siendo la parte más elevada de la provincia.

## Vías de comunicación
Su principal vía de acceso es la Ruta Provincial 17, que la vincula por asfalto al este con la Ruta Nacional 14 (y por esta a Bernardo de Irigoyen), y al oeste con Eldorado.

## Parroquias de la Iglesia católica en Dos Hermanas
| Diócesis       | Puerto Iguazú                              |
| -------------- | ------------------------------------------ |
| Cuasiparroquia | Santa Lucía, San Ramón y San Juan Bautista |